# Louis Chollet
Louis Chollet (* 5. April 1815 in Paris; † 21. März 1851 ebenda) war ein französischer Komponist und Organist.
Chollet wurde bereits im Alter von zehn Jahren 1826 zur Klavierklasse Pierre Zimmermanns am Conservatoire de Paris zugelassen und erhielt 1828 den ersten Preis im Fach Klavier. Seine Ausbildung als Organist bei François Benoist beendete er 1838 ebenfalls mit einem ersten Preis. 1837 erhielt er den Ersten Second Grand Prix de Rome.
1834 wurde Chollet Nachfolger von Jean-Nicolas Marrigues an der Clicquot-Orgel der Kirche Saint-Thomas d’Aquin im Pariser siebenten Arrondissement. Er hatte die Stelle bis zu seinem Tode 1851 inne. Sein Nachfolger wurde Pierre-Edmond Hocmelle.
Chollet komponierte Klavier-, Chor- und Orchesterwerke.

## Werke
- Deux petits duos pour piano à 4 mains
- Variations pour piano seul sur le thème du „Duc de Reichstadt“
- Fantaisie sur les thèmes de „Parisina“ de Donizetti
- Rondo brillant für Klavier
- Rondo sur la Romanesca
- Chanson napolitaine variée für Chor
- Mélodie suisse variée für Chor
- Fantaisie sur le Domino noir für Orchester
- Variations brillantes sur des motifs du Lac des Fées für Orchester
- Fantaisie sur le Duc d’Olonne für Orchester
- Fantaisie sur la part du Diable für Orchester

| Personendaten    | Personendaten                        |
| ---------------- | ------------------------------------ |
| NAME             | Chollet, Louis                       |
| KURZBESCHREIBUNG | französischer Organist und Komponist |
| GEBURTSDATUM     | 5. April 1815                        |
| GEBURTSORT       | Paris                                |
| STERBEDATUM      | 21. März 1851                        |
| STERBEORT        | Paris                                |